# Sons kommun
Sons kommun (norska: Son kommune) var en kommun (stadskommun, norska: bykommune) i Akershus fylke i sydöstra Norge. Kommunen omfattade staden Son som samtidigt utgjorde kommunens centralort.

## Administrativ historik
Sons kommun upprättades 1847 genom utbrytning ur Son og Hølens kommun. Kommunen hade 396 invånare vid upprättandet.
Den 1 januari 1964 gick kommunen upp i Vestby kommun. Kommunens hade då 469 invånare.